# Nisaetus cirrhatus
El águila-azor variable (Nisaetus cirrhatus) es una especie de ave rapaz diurna de la familia Accipitridae. Se reproducen en el subcontinente indio, principalmente en la India y Sri Lanka, y desde el borde sureste del Himalaya, todo el Sudeste Asiático a Indonesia y Filipinas.
Anteriormente era colocada en el género Spizaetus, pero estudios moleculares señalaron que el grupo era parafilético, dando como resultado que los miembros del Viejo Mundo se colocaran en Nisaetus (Hodgson, 1836), separados de las especies del Nuevo Mundo.

## Descripción

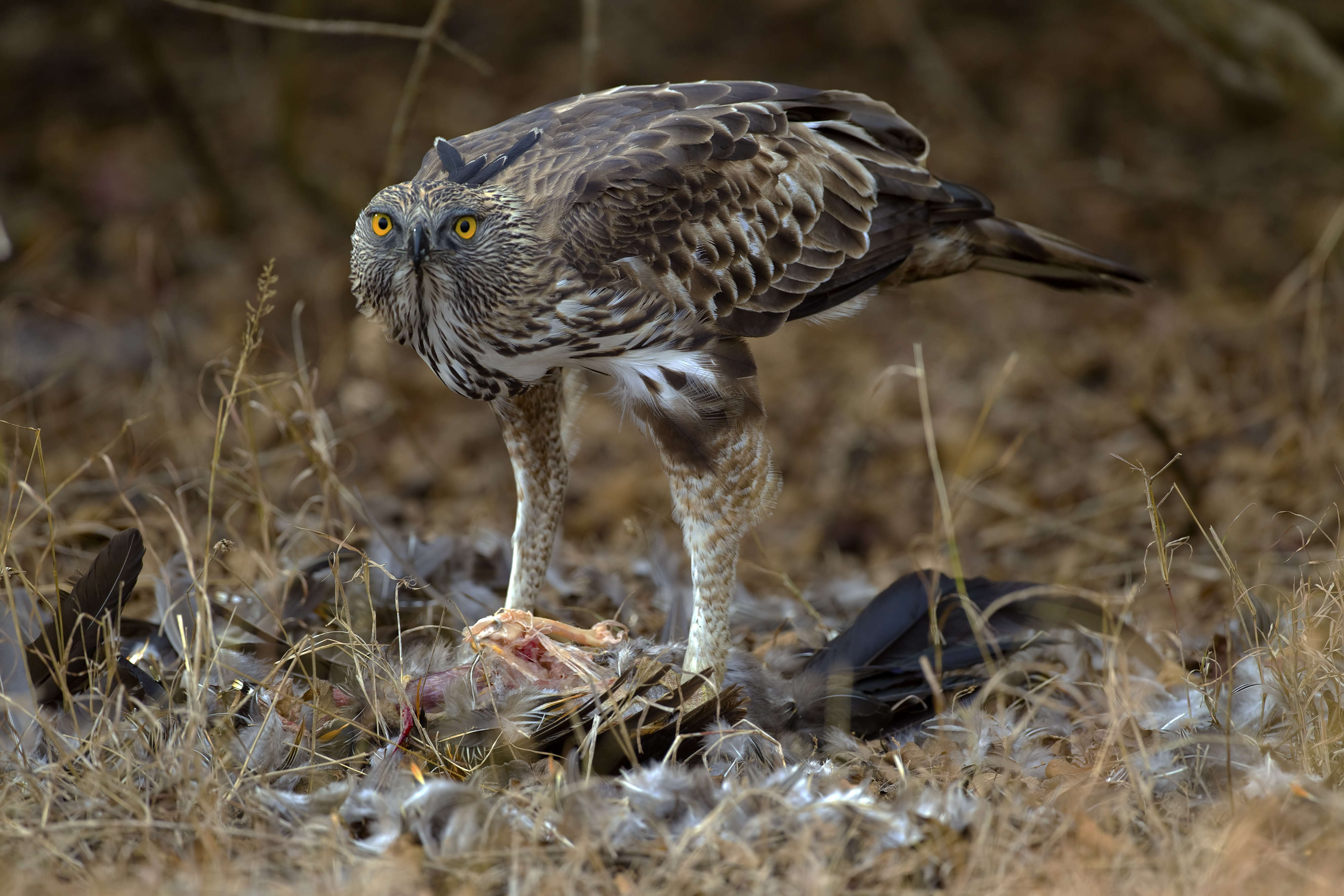
Subespecie nominal alimentándose de un gallo gris en el parque nacional Bandipur

Es una rapaz de tamaño medianamente grande, con alrededor 60 y 72 cm de largo, 127 a 138 cm de envergadura y un peso de entre 1,2 y 1,9 kg. Es un águila forestal relativamente esbelta con algunas subespecies (especialmente limnaetus) siendo dimórficas, estas características le dan el nombre de «variable». Esto, y también una filogenia complicada dificulta aún más la identificación precisa.
Normalmente es marrón en la parte superior, y blanco en las partes inferiores, con las superficies inferiores de las plumas de vuelo y la cola barradas, rayas longitudinales negras en la garganta y rayas chocolate en el pecho. Algunas subespecies tienen una cresta de cuatro plumas, pero está ausente en otras. Ambos sexos son similares en el plumaje, pero los machos son aproximadamente un 15% más pequeños que las hembras. Las partes inferiores y la cabeza de los juveniles son de color blanquecino o color ante con algunas rayas oscuras. Las alas son largas y de lados paralelos, y se mantiene en posición horizontal en vuelo, lo que ayuda a distinguir esta especie de la similar águila azor montañesa.
La llamada es un fuerte y agudo ki-ki-ki-ki-ki-ki-ki-ki-kee, que nace in crescendo y termina en un grito.

## Sistemática
El águila azor de Flores tradicionalmente ha sido tratada como una subespecie del águila azor variable, pero ahora a menudo se trata como una especie separada, N. floris.
Se reconocen las siguientes subespecies:
- Nisaetus cirrhatus cirrhatus (Gmelin, 1788), India;

- Nisaetus cirrhatus ceylanensis (Gmelin, 1788), Sri Lanka;

- Nisaetus cirrhatus limnaeetus (Horsfield, 1821), Nepal, noroeste de la India, a través de Birmania y península de Malaca a lo largo de línea de Wallace a Filipinas;

- Nisaetus cirrhatus andamanensis (Tytler, 1865), islas Andaman;

- Nisaetus cirrhatus vanheurni (Junge, 1936), isla de Simeulue.